# Circonscription de Moore
La circonscription de Moore est une circonscription électorale fédérale australienne en Australie-Occidentale. La circonscription a été créée en 1949 et porte le nom de George Fletcher Moore qui est un ancien ministre de la Justice d'Australie-Occidentale.
Elle est située maintenant dans la banlieue nord de Perth alors qu'elle était au départ une circonscription rurale située plus au nord. Elle comprend actuellement toute la Cité de Joondalup à l'ouest de la Mitchell Freeway et une petite partie de la Cité de Wanneroo (Carramar, Clarkson et Mindarie).

## Représentants
| Nom             | Parti        | Période de mandat |
| --------------- | ------------ | ----------------- |
| Hugh Leslie     | Country      | 1949-1958         |
| Hugh Halbert    | Libéral      | 1958–1961         |
| Hugh Leslie     | Country      | 1961-1963         |
| Donald Maisey   | Country      | 1963-1974         |
| John Hyde       | Libéral      | 1974–1983         |
| Allen Blanchard | Travailliste | 1983–1990         |
| Paul Filing     | Libéral      | 1990–1995         |
| Paul Filing     | Indépendant  | 1995-1998         |
| Mal Washer      | Libéral      | 1998–2013         |
| Ian Goodenough  | Libéral      | 2013–en cours     |

## Résultats des élections
| Parti                            | Parti                        | Candidat                     | Voix    | %      | ±      |
| -------------------------------- | ---------------------------- | ---------------------------- | ------- | ------ | ------ |
|                                  | Libéral                      | Ian Goodenough               | 43 706  | 41,81  | −9,69  |
|                                  | Travailliste                 | Tom French                   | 34 227  | 32,74  | +7,99  |
|                                  | Verts                        | Mark Cooper                  | 14 902  | 14,26  | +2,20  |
|                                  | Une nation                   | Brian Brightman              | 3 541   | 3,39   | −1,06  |
|                                  | Australie-Occidentale        | Peter Gunness                | 3 095   | 2,96   | +1,32  |
|                                  | UAP                          | Helen Watkinson              | 2 342   | 2,24   | +0,48  |
|                                  | Grand australien             | Sue Andersson                | 1 926   | 1,84   | +1,84  |
|                                  | Fédération                   | Martin Suter                 | 792     | 0,76   | +0,76  |
| Total des suffrages exprimés     | Total des suffrages exprimés | Total des suffrages exprimés | 104 531 | 95,83  | +0,69  |
| Votes nuls                       | Votes nuls                   | Votes nuls                   | 4 545   | 4,17   | −0,69  |
| Participation                    | Participation                | Participation                | 109 076 | 91,43  | −1,90  |
| Résultat de préférence bipartite |                              |                              |         |        |        |
|                                  | Libéral                      | Ian Goodenough               | 52 958  | 50,66  | −10,96 |
|                                  | Travailliste                 | Tom French                   | 51 573  | 49,34  | +10,96 |
|                                  | Libéral retenir              | Libéral retenir              | Swing   | −10,96 |        |